# جمهورية طاجيكستان السوفيتية الاشتراكية ذاتية الحكم
جمهورية طاجيكستان الاشتراكية السوفيتية ذاتية الحكم (بالروسية: Таджикская Автономная Социалистическая Советская Республика) كانت جمهورية ذاتية الحكم مستقلة ضمن جمهورية أوزبكستان الاشتراكية السوفيتية في الاتحاد السوفيتي. أُنشئت الجمهورية في أكتوبر من العام 1924 من خلال سلسلة من القوانين التي قسمت الكيانات الإقليمية الثلاثة الموجودة في آسيا الوسطى - جمهورية تركستان الاشتراكية السوفيتية ذاتية الحكم، جمهورية بخارى الشعبية السوفيتية، وجمهورية الخوارزمية الشعبية السوفيتية - إلى خمسة كيانات جديدة تقوم على المبادئ العرقية هي: جمهورية أوزبكستان الاشتراكية السوفيتية وجمهورية تركمانستان الاشتراكية السوفيتية، جمهورية طاجيكستان الاشتراكية السوفيتية ذاتية الحكم (داخل جمهورية أوزبكستان الاشتراكية السوفيتية)، وكارا كيرغيز ذاتية الحكم أوبلاست (كمقاطعة من جمهورية روسيا الاتحادية الاشتراكية السوفيتية)، وجمهورية قراقلباغيون أوبلاست ذاتية الحكم (باعتبارها مقاطعة من جمهورية كازاخستان السوفيتية الإشتراكية ذاتية الحكم).
كانت عاصمة الجمهورية في ديوشامبي (دوشانبي اليوم). وفي أكتوبر من العام 1929، وبمبادرة من شيرينشو شونتمور، تحولت الجمهورية إلى جمهورية اشتراكية سوفييتية كاملة وأصبحت جمهورية طاجيكستان الاشتراكية السوفيتية، بالإضافة إلى استقطاع منطقة خوجاند (مقاطعة صغد اليوم في شمال طاجيكستان) من جمهورية أوزبكستان الاشتراكية السوفيتية. أعيد تسمية العاصمة «ديشامبي» إلى «ستالين آب» تكريمًا لجوزيف ستالين.